# Искусственный мех
Искусственный мех — текстильный материал, имитирующий натуральный мех животных. Широко используется в изготовлении одежды, головных уборов, мягких игрушек и других изделий. Советский изобретатель П. Ф. Сапилевский создал машину, на которой вырабатывается искусственный каракуль.

## Отличия от натурального меха

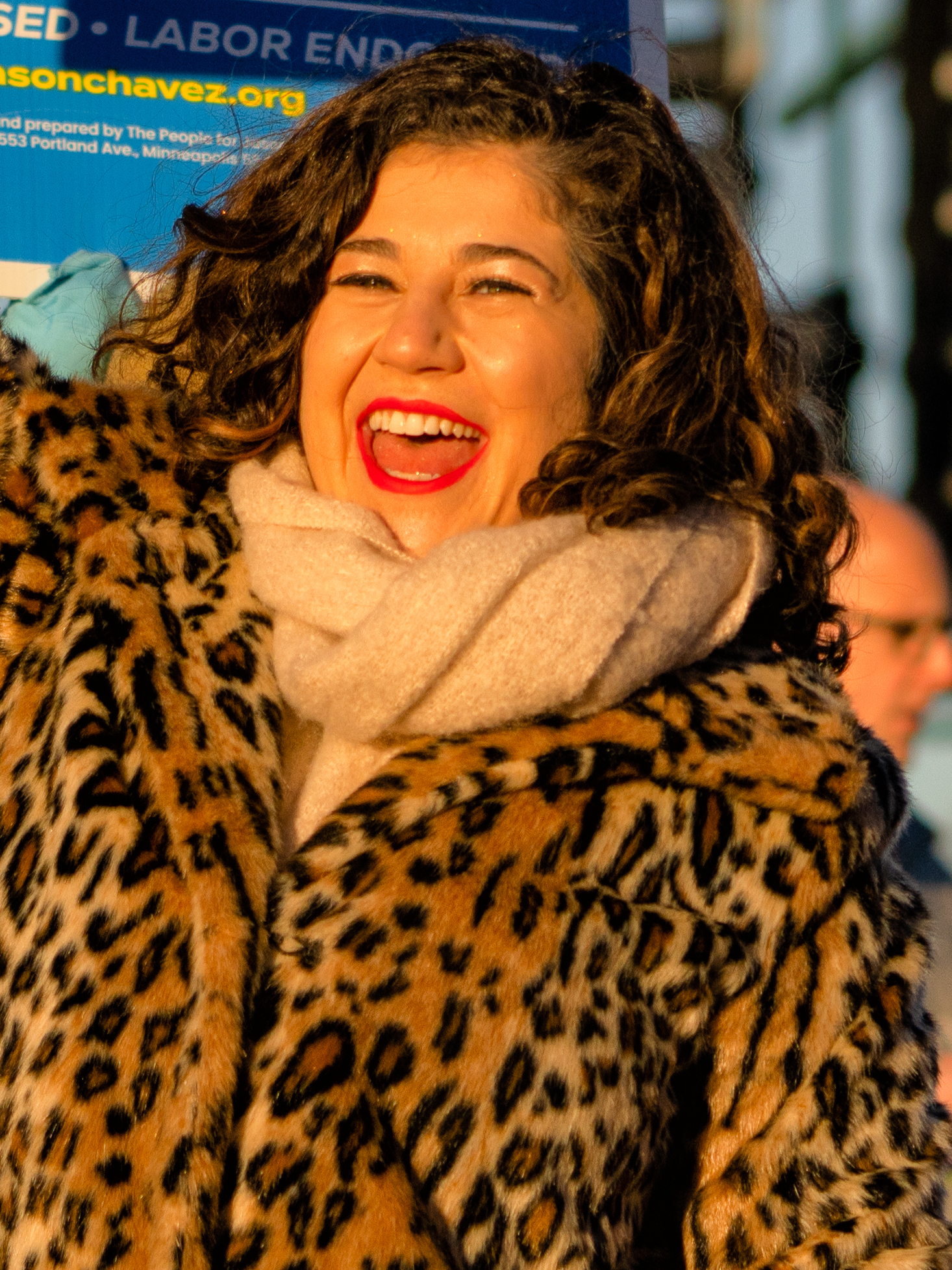
женщина в шубе из искусственного меха

### Положительные
- Имеет более низкую стоимость.
- Искусственный мех — текстильный материал, поэтому он легче поддаётся швейной обработке.
- Материалы искусственного меха из химических волокон не поедаются молью.
- Легче по весу[2].
- Нравится экоактивистам и вегетарианцам, так как при производстве искусственного меха не убивают животных.

### Отрицательные
- Более воздухопроницаем, поэтому хуже удерживает тепло[2].
- При длительном хранении даёт усадку. В процессе эксплуатации мех сваливается и пиллингуется (образуются «катышки»)[2].

## Описание
Искусственный мех состоит из грунта на тканой, трикотажной основе, и основе из искусственной кожи, к которому различными способами прикрепляется ворс из химических или натуральных текстильных волокон, в том числе волокон животного происхождения, например овечьей шерсти.
Ворс может быть гладкокрашенным (однотонным), меланжевым (многоцветным) с печатными рисунками, в том числе, имитирующими натуральный окрас меха различных животных. Также, отделка меха может включать в себя его завивку или тиснение. Ворс подстригается до необходимой длины.

## Виды
- Тканый искусственный мех — вырабатывается на ткацких станках ворсовым переплетением из трёх систем нитей: осно́вной, уто́чной, и нити, образующей ворс. Для закрепления ворса, на изнаночную сторону грунта может быть нанесено плёночное покрытие, например из латекса.
- Трикотажный искусственный мех — вяжется на плоско- и кругловязальных трикотажных машинах, путём ввязывания пучков ворса в основания петель трикотажного полотна. Для закрепления ворса, на изнаночную сторону грунта может быть нанесено плёночное покрытие.
- Тканепрошивной (тафтинговый) искусственный мех — изготавливается на тафтинговых машинах, образующих петли ворса на лицевой стороне ткани, трикотажа или нетканого материала, которые потом разрезаются и прочёсываются. Для закрепления ворса, на изнаночную сторону грунта может быть нанесено плёночное покрытие.
- Накладной (клеевой) искусственный мех — специально завитый ворсовой шнур синель прикрепляется к ткани (миткалю или бязи) полиизобутиленовым клеем.

## Видео
- Телепередача «Хочу знать», выпуск от 19 июня 2012 года